# Le Couronnement du roi Édouard VII
Le Couronnement du roi Édouard VII je francouzský němý film z roku 1902. Režisérem je Georges Méliès (1861–1938). Film trvá zhruba 4 minuty a premiéru měl 9. srpna 1902.

## Děj
Film zachycuje rekonstrukci korunovace britského krále Eduarda VII., která proběhla 9. srpna 1902. (Film byl natočen ještě před korunovací, čímž při uvedení neodpovídal realitě.)